# Долбенки
Долбенки́ (бел. Даўбянкі) — деревня в Берестовицком районе Гродненской области Белоруссии.
Входит в состав Берестовицкого сельсовета.
Расположена в восточной части района. Расстояние до районного центра Большая Берестовица по автодороге — 8 км и до железнодорожной станции Берестовица — 16 км (линия Мосты — Берестовица). Ближайшие населённые пункты — Зайковщина, Кончаны, Пархимовцы, Синьки. Площадь занимаемой территории составляет 0,1716 км², протяжённость границ 2953 м.

## История
Деревня впервые упоминается в XIX веке. Долбенки отмечены на карте Шуберта (середина XIX века). На 1847 год числились в составе Гродненского уезда Гродненской губернии как часть имения Зеньковщизна (Зайковщизна), принадлежавшего Заневской. Насчитывали 22 двора и 200 жителей. В 1890 году в составе Мало-Берестовицкой волости имели 280 десятин земли. По описи 1897 года значились 28 дворов с 209 жителями. В 1905 году 289 жителей. На 1914 год — 269. С августа 1915 по 1 января 1919 года входили в зону оккупации кайзеровской Германии. Затем, после похода Красной армии, в составе ССРБ. В феврале 1919 года в ходе советско-польской войны заняты польскими войсками, а с 1920 по 1921 год войсками Красной Армии.
После подписания Рижского договора, в 1921 году Западная Белоруссия отошла к Польской Республике и Данилки были включены в состав новообразованной сельской гмины Мала-Бжостовица Гродненского повета Белостокского воеводства. В 1924 году насчитывали 28 дымов (дворов) и 165 душ (79 мужчин и 86 женщин). Все жители — православного вероисповедания, из них 53 поляка и 112 белорусов.
В 1939 году, согласно секретному протоколу, заключённому между СССР и Германией, Западная Белоруссия оказалась в сфере интересов советского государства и её территорию заняли войска Красной армии. В 1940 году деревня вошла в состав новообразованного Данилковского сельсовета Крынковского района Белостокской области БССР. С июня 1941 по июль 1944 года оккупирована немецкими войсками. Деревня потеряла 6 жителей, погибших на фронте и в партизанской борьбе. С 20 сентября 1944 года в Берестовицком районе. В 1959 году насчитывала 206 жителей. С 25 января 1962 года по 30 июля 1966 входила в состав Свислочского района. В 1970 году насчитывала 202 жителя. С 12 ноября 1973 года в Пархимовском сельсовете. На 1998 год насчитывала 51 двор, 75 жителей и магазин. До 21 июня 2003 года в составе колхоза «имени М. Горького» (бел. iмя М. Горкага). 18 октября 2013 года переведена в состав Берестовицкого сельсовета.

## Население
| 1847 | 1897 | 1905 | 1914 | 1924 | 1959 | 1970 | 1998 | 1999 | 2009 | 2015 |
| ---- | ---- | ---- | ---- | ---- | ---- | ---- | ---- | ---- | ---- | ---- |
| 200  | 209  | 289  | 269  | 165  | 206  | 202  | 75   | 76   | 68   | 39   |

## Транспорт
Через деревню проходят автодороги местного значения:
- Н6230 Пархимовцы—Кончаны—Малая Берестовица;
- Н6248 Карповцы - Синьки — Долбенки[10].